# 石塚倉子
石塚 倉子（いしづか くらこ、1686年（貞享3年10月）- 1758年（宝暦8年12月6日））は江戸時代中期の歌人。名は玖羅（くら）で号は春秋亭（しゅんじゅうてい）といった。また存命中は今小町と称されたという。

## 略歴
- 1686年（貞享3年10月） - 下野国都賀郡富吉村（現・栃木県栃木市藤岡町富吉）に生まれる。
- 1743年（寛保3年） - 夫と死別する。
- 1753年（宝暦3年9月） - 同郡山田村（現・同市大平町西山田）の清水寺に和歌を5首献額する。
- 1756年（宝暦6年） - 歌集『室八嶋（むろのやしま）』を上梓する。
- 1758年（宝暦8年12月6日） - 死去。享年73。